# Ruine Wolfartsweier
Die Ruine Wolfartsweier ist eine abgegangene Höhenburg auf 240 m ü. NN im Wolfartsweierer Wald im Stadtteil Wolfartsweier der Stadt Karlsruhe in Baden-Württemberg.

## Geschichte
Im 15. Jahrhundert wurde der Ritter Bleich von Waldeck, ein Vasall des Markgrafen von Baden, als letzter Besitzer der Burg genannt. Vermutlich befand sich ursprünglich an der Stelle ein römischer Wartturm.
Bis 1973 waren noch ein 1,50 m hohes Mauerwerk und Fundamente der 14 m² großen Kernburg sowie der Burggraben vorhanden. Vermutlich handelte es sich um eine Turmburg. 1973 wurde von der Forstverwaltung der Stadt Karlsruhe die Ruine abgetragen, der Burggraben verschüttet und ein Spielplatz mit Wanderhütte angelegt. Heute sind noch geringe Mauerreste der Burganlage sichtbar. Seit 2009 werden Reste der Burg vom Verein für die Geschichte von Wolfartsweier wieder freigelegt.

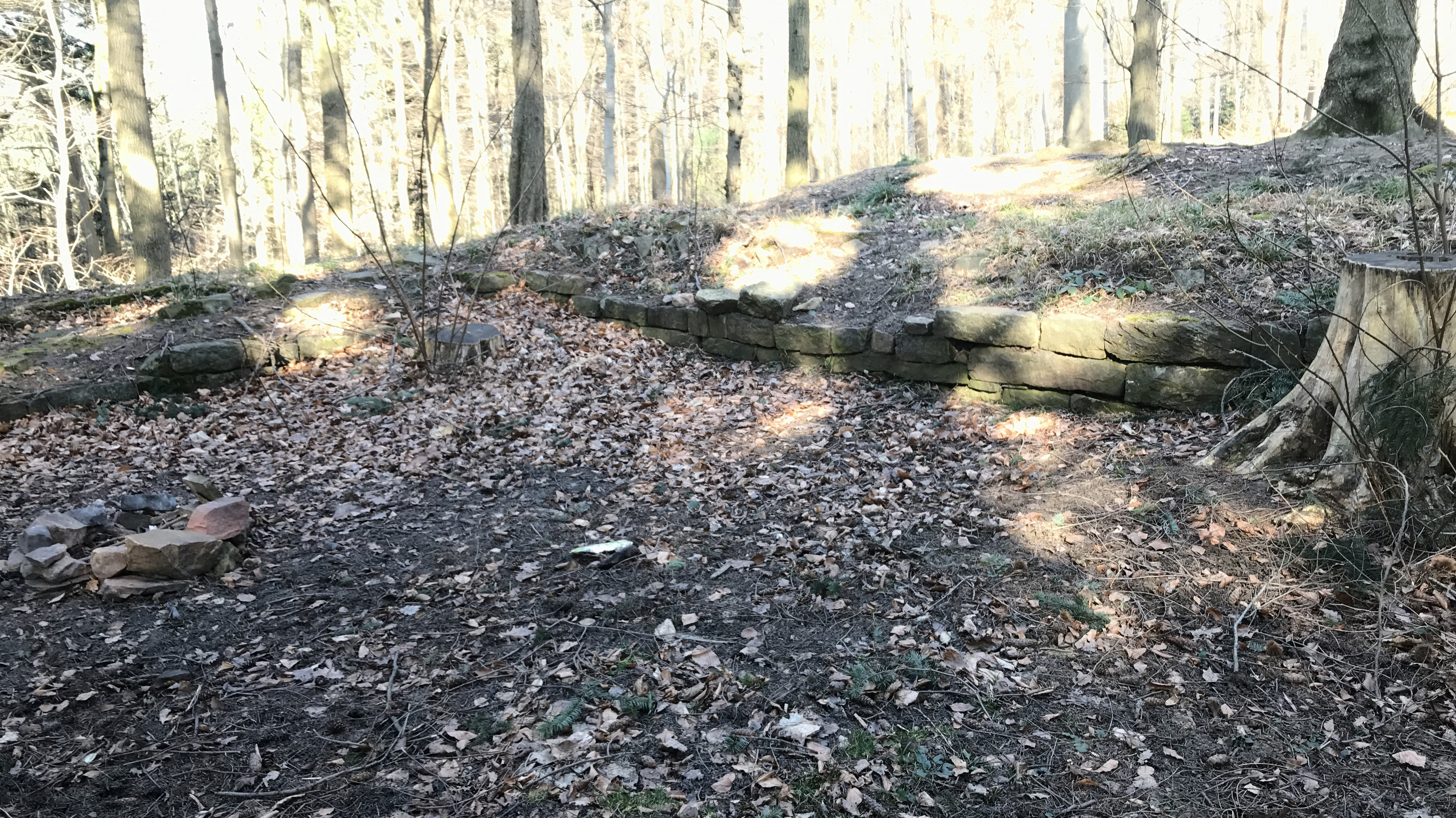
Mauerreste der Ruine Wolfartsweier
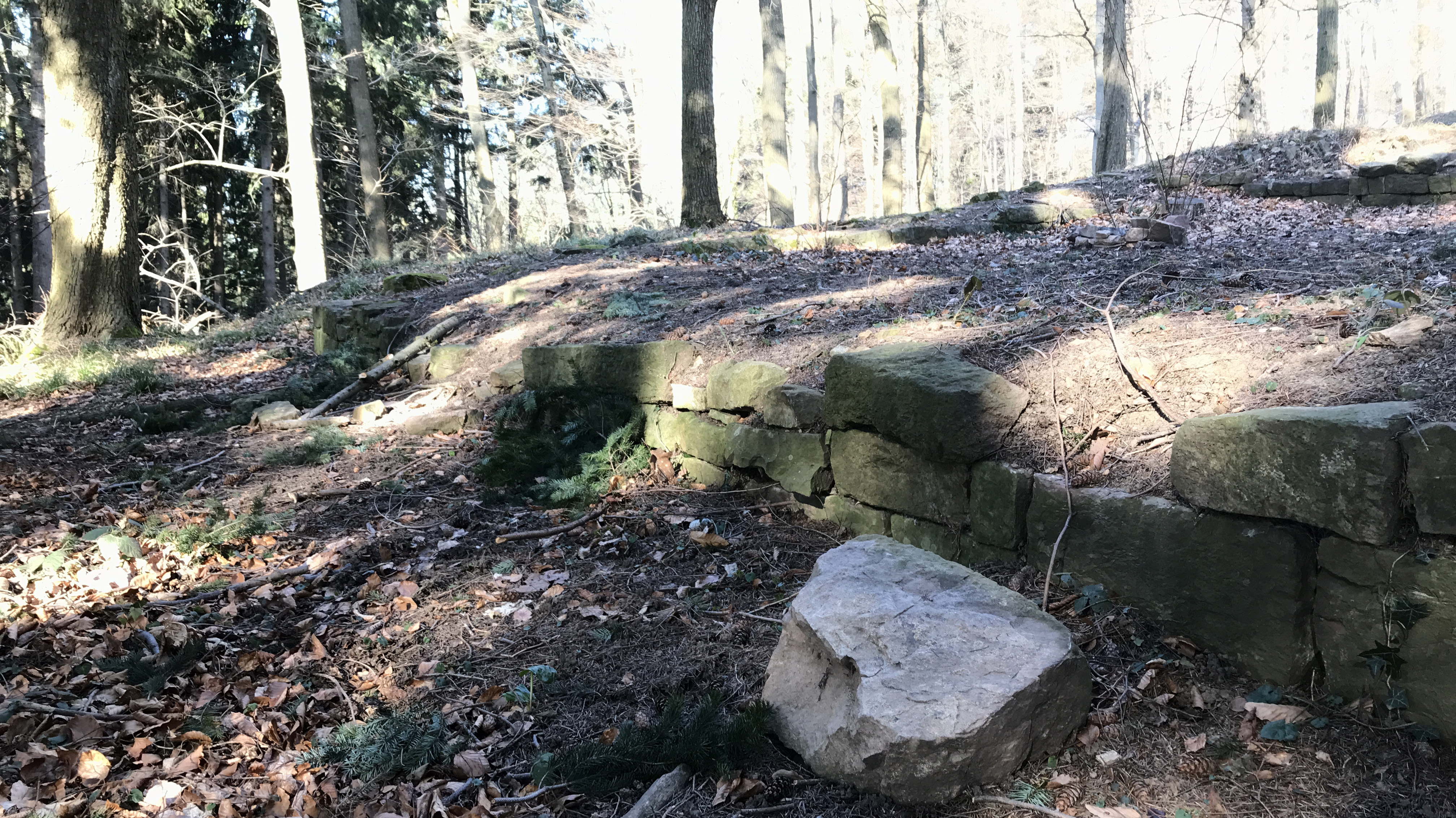
Mauerreste der Ruine Wolfartsweier
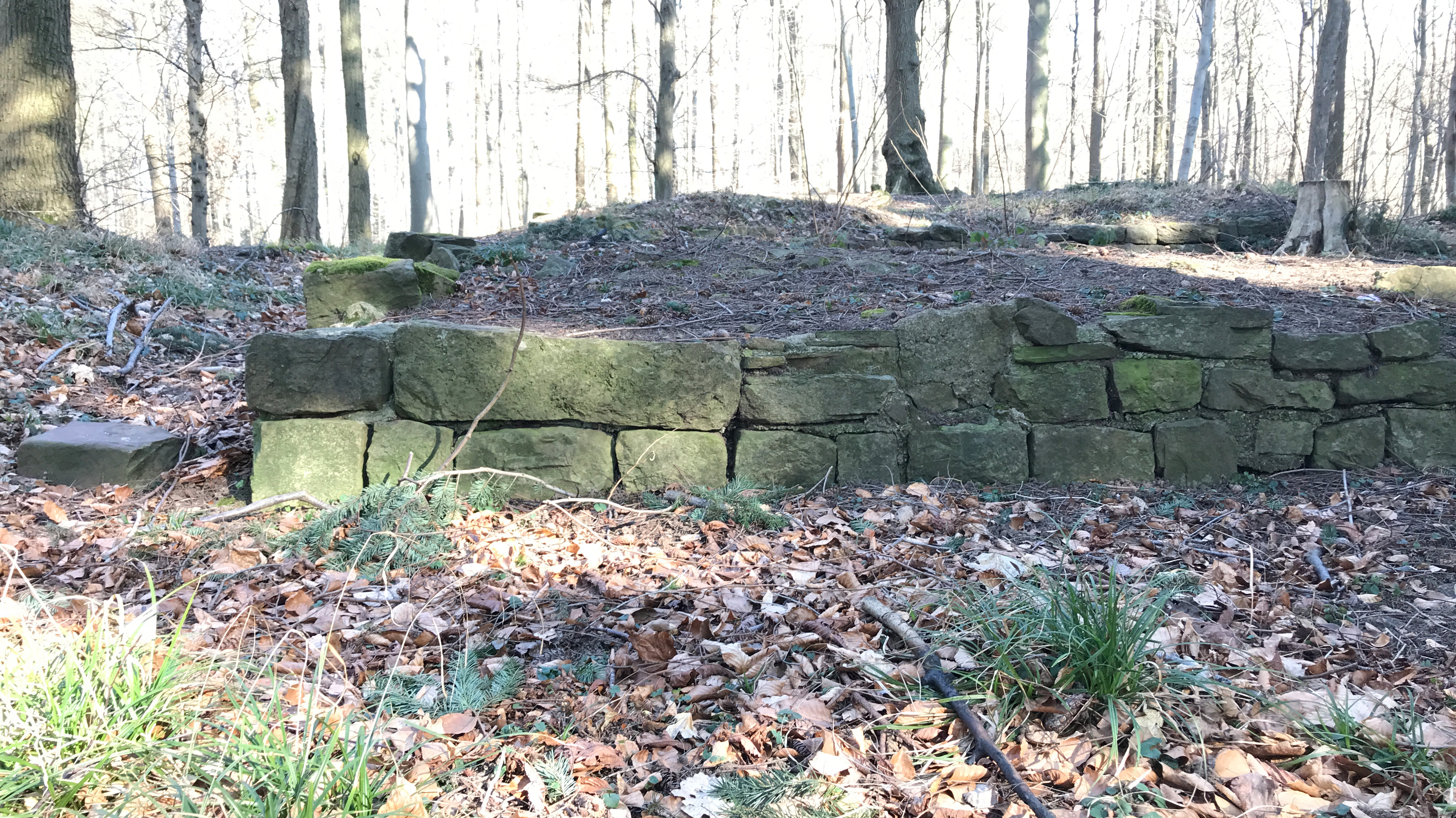
Mauerreste der Ruine Wolfartsweier